# Making Movies
Making Movies je třetí studiové album britské rockové skupiny Dire Straits. Jeho nahrávání probíhalo od června do srpna 1980 a vyšlo v listopadu téhož roku. V žebříčku UK Albums Chart se umístilo nejlépe na čtvrtém místě, celkem zde však na různých pozicích vydrželo 252 týdnů.

## Seznam skladeb
| Pořadí | Název            | Autor                                                | Délka |
| ------ | ---------------- | ---------------------------------------------------- | ----- |
| 1.     | Tunnel of Love   | Mark Knopfler, Richard Rodgers, Oscar Hammerstein II | 8:11  |
| 2.     | Romeo and Juliet | Knopfler                                             | 6:00  |
| 3.     | Skateaway        | Knopfler                                             | 6:40  |
| 4.     | Expresso Love    | Knopfler                                             | 5:12  |
| 5.     | Hand in Hand     | Knopfler                                             | 4:48  |
| 6.     | Solid Rock       | Knopfler                                             | 3:19  |
| 7.     | Les Boys         | Knopfler                                             | 4:07  |

## Obsazení
- Mark Knopfler – kytara, zpěv
- John Illsley – baskytara, zpěv
- Pick Withers – bicí, zpěv
- Roy Bittan – klávesy